# 쿠웨이트 디나르

디나르(아랍어: دينار)는 쿠웨이트의 통화로 1 디나르는 1,000 필스(فلس)에 해당된다. 1, 5, 10, 20, 50, 100 필스 동전과 ¼, ½, 1, 5, 10, 20 디나르 지폐가 통용된다.
세계에서 화폐 가치가 가장 높은 화폐 가운데 하나로 여겨진다. 대한민국의 화폐인 대한민국 원과의 환율은 1 디나르에 약 4,524원이다.

## 같이 보기
- 쿠웨이트
- 쿠웨이트의 경제